# Cape Colony (Caroline du Nord)
 (mai 2025).
Cape Colony est une census-designated place située dans le comté de Chowan, dans l’État de Caroline du Nord, aux États-Unis. Lors du recensement de 2020, elle comptait 691 habitants.